# Anna Bukis
Anna Bukis (Polonia, 8 de septiembre de 1953) es una atleta polaca retirada especializada en la prueba de 1500 m, en la que consiguió ser subcampeona europea en pista cubierta en 1980.

## Carrera deportiva
En el Campeonato Europeo de Atletismo en Pista Cubierta de 1980 ganó la medalla de plata en los 1500 metros, llegando a meta en un tiempo de 4:13.1 segundos, tras la soviética Tamara Koba y por delante de la irlandesa Mary Purcell.